# Ben Pomeroy
Pour les articles homonymes, voir Pomeroy.

a Compétitions nationales et continentales officielles uniquement.

Ben Pomeroy, né le 10 janvier 1984 à Penrith, est un joueur de rugby à XIII australien évoluant au poste de centre. Il commence sa carrière dans la National Rugby League en 2004 sous les couleurs des Penrith Panthers. L'année suivante, il décide de rejoindre les Cronulla Sharks et enfin en 2014, il signe pour la franchise française des Dragons Catalans. Durant sa carrière australienne, il est sélectionné à trois reprises pour l'équipe de la City dans le cadre du City vs Country Origin.

## Palmarès

### En club
- Finaliste du Championnat de France : 2017 (Lézignan) et 2019 (Saint-Estève XIII Catalan).
- Finaliste de la Coupe de France : 2017 (Lézignan) et 2019 (Saint-Estève XIII Catalan).

| Saison    | Club                       | Compétition           | Matchs | Points | Essais | Goals | Drops |
| --------- | -------------------------- | --------------------- | ------ | ------ | ------ | ----- | ----- |
| 2004      | Penrith Panthers           | National Rugby League | 2      | -      | -      | -     | -     |
| 2005      | Penrith Panthers           | National Rugby League | 8      | 8      | 2      | -     | -     |
| 2006      | Cronulla-Sutherland Sharks | National Rugby League | 8      | 8      | 2      | -     | -     |
| 2007      | Cronulla-Sutherland Sharks | National Rugby League | 23     | 12     | 3      | -     | -     |
| 2008      | Cronulla-Sutherland Sharks | National Rugby League | 26     | 36     | 9      | -     | -     |
| 2009      | Cronulla-Sutherland Sharks | National Rugby League | 23     | 16     | 4      | -     | -     |
| 2010      | Cronulla-Sutherland Sharks | National Rugby League | 16     | 16     | 4      | -     | -     |
| 2011      | Cronulla-Sutherland Sharks | National Rugby League | 23     | 36     | 9      | -     | -     |
| 2012      | Cronulla-Sutherland Sharks | National Rugby League | 19     | 36     | 9      | -     | -     |
| 2013      | Cronulla-Sutherland Sharks | National Rugby League | 20     | 16     | 4      | -     | -     |
| 2014      | Dragons Catalans           | Super League          | 27     | 24     | 6      | -     | -     |
| 2015      | Dragons Catalans           | Super League          | 17     | 16     | 4      | -     | -     |
| 2017-2018 | Lézignan                   | Championnat de France | 18     | 56     | 14     | -     | -     |
| 2017-2018 | Warrington Wolves          | Super League          | 2      | 12     | 3      | -     | -     |
| 2017-2018 | Lézignan                   | Championnat de France | 8      | 4      | 1      | -     | -     |
| 2017-2018 | Warrington Wolves          | Super League          | 4      | -      | -      | -     | -     |
| 2018-2019 | Saint-Estève XIII Catalan  | Championnat de France | 9      | 16     | 4      | -     | -     |
| 2019-2020 | Palau-del-Vidre            | Championnat de France | 10     | 24     | 6      | -     | -     |